# Castell de Craigievar
El castell de Craigievar és un castell amb la façana rosada que es troba a uns 9.6 km al sud d'Alford, al comtat de Aberdeenshire, a Escòcia. Actualment és la seu del clan Sempill. L'assentament es troba als peus dels pujols de les muntanyes Grampianes. El contrast entre la seva gran estructura inferior i les refinades i esculpides torretes, gàrgoles i mènsules; crea una aparença de contes de fades.

## Història

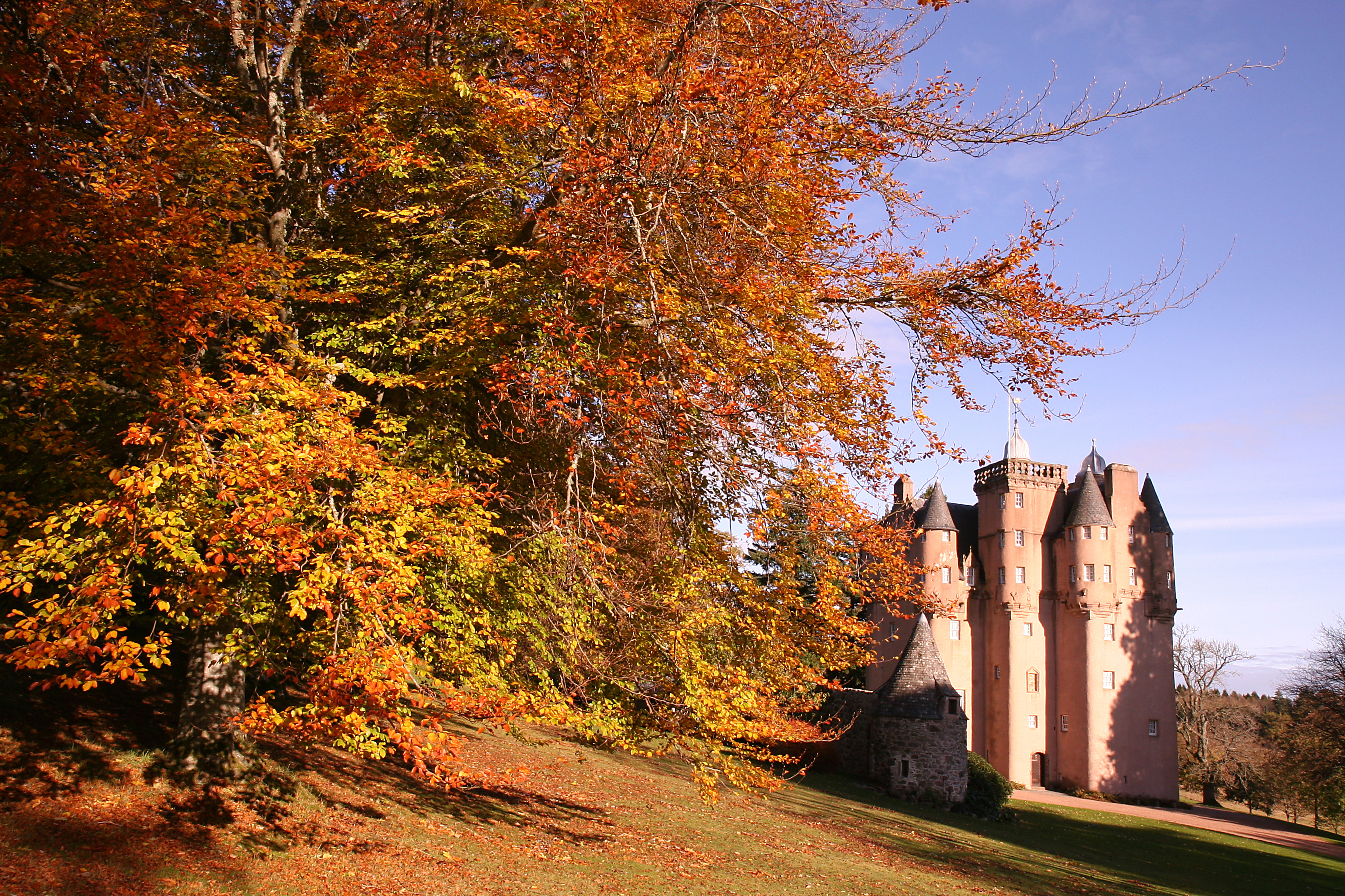
Castell de Cragievar a la tardor (2006)

És un exemple excel·lent de l'original estil arquitectònic senyorial escocès, el gran castell de set plantes va ser completat l'any 1626 pel comerciant d'Aberdeen William Forbes, avantpassat de la família Forbes-Sempill i germà del bisbe d'Aberdeen. Forbes va comprar l'estructura parcialment acabada a l'empobrida família Mortimer l'any 1610. William Forbes va ser sobrenomenat Danzig Willy, referit al seu èxit comercial internacional. La família Forbes va residir al castell durant 350 anys fins a 1963, quan la propietat va ser donada al National Trust for Scotland. El clan Forbes eren amics íntims del clan Burnett de Leys, els qui van construir els castells de Crathes i Muchalls.
Dissenyat amb una planta en "L", com el va ser el castell de Muchalls, que es troba a la mateixa regió, Craigievar destaca pels seus excepcionals sostres artesans. Craigievar, el de Muchalls i el castell de Glamis destaquen per ser considerats com els tres castells a Escòcia amb els millors frescos.
Originalment el castell tenia més elements defensius incloent un pati emmurallat amb quatre torres circulars; només una de les quatre torres roman en peus avui dia. En la porta d'arc de la torre es conserven les inicials gravades en la roca de sir Thomas Forbes, fill de William Forbes. També hi havia una gran porta de ferro que cobria la porta d'entrada.
L'interior del castell compta amb un Gran Saló que té les armes dels Stuart sobre la xemeneia; una galeria de música; una escala secreta que uneix la torre amb el Gran Saló; l'Habitació de la Reina; els dormitoris del servei i magnífics treballs dels sostres. Hi ha una col·lecció de retrats de la família Forbes i una considerable quantitat de mobles dels Forbes que daten dels segles XVII i xviii.
Des de 2006, el castell, els seus terrenys, i unes 81 ha de terrenys de cultius adjacents, està sota la cura del National Trust for Scotland. Estan oberts al públic durant els mesos d'estiu. El castell està tancat per als autobusos turístics i per a grans grups, però es pot accedir amb un recorregut turístic.